# Чемпионат Германии по футболу (до 17 лет)
Молодёжная лига DFB U-17 (нем. Die U17-DFB-Nachwuchsliga (auch B-Junioren-Bundesliga, B-Jugend-Bundesliga oder U17-Bundesliga)) — высшее футбольное соревнование в Германии среди футболистов до 17 лет. Турнир находится под управлением немецкого футбольного союза. Была образована из команд юношеских региональных лиг «Север/Северо-Восток», «Юг/Юго-Запад» и «Запад» в 2007 году.

## Регламент турнира
Бундеслига подразделяется на три дивизиона: «Север/Северо-Восток», «Юг/Юго-Запад» и «Запад», подобных региональным лигам, из которых она была создана, в каждом из которых находится по 14 клубов. Каждая команда играет по два матча с каждой командой из своего дивизиона - один дома и один на выезде. По итогам турнира последние три команды вылетают в соответствующие региональные лиги. 
Победители дивизионов принимают участие в розыгрыше титула чемпиона Германии. В сезоне 2007/08 в этом финальном пуле участвовали победители дивизионов и команда, занявшая второе место в дивизионе «Юг/Юго-Запад». С сезона 2008/09 четвёртая команда отбирается среди занявших второе место в дивизионах по особым очкам, рассчитываемым для клубов по итогам выступлений за прошлые три сезона. В этом расчёте три очка начисляются команде от дивизиона за победу в едином чемпионате, два очка - за участие в финальной игре за титул, одно очко - за поражение в полуфинальной игре. В случае равенства очков участник финального пула выбирается по наивысшему результату предыдущего сезона.

## Предыдущие победители
| Сезон   | Дивизион «Север/Северо-Восток» | Дивизион «Запад»         | Дивизион «Юг/Юго-Запад»  | Чемпион              |
| ------- | ------------------------------ | ------------------------ | ------------------------ | -------------------- |
| 2007/08 | Герта                          | Боруссия (Дортмунд)      | Хоффенхайм               | Хоффенхайм           |
| 2008/09 | Вольфсбург                     | Боруссия (Мёнхенгладбах) | Бавария                  | Штутгарт             |
| 2009/10 | Герта (2)                      | Байер 04                 | Айнтрахт (Франкфурт)     | Айнтрахт (Франкфурт) |
| 2010/11 | Вердер                         | Кёльн                    | Штутгарт                 | Кёльн                |
| 2011/12 | Герта (3)                      | Кёльн (2)                | Нюрнберг                 | Герта                |
| 2012/13 | Герта (4)                      | Шальке 04                | Штутгарт (2)             | Штутгарт             |
| 2013/14 | РБ Лейпциг                     | Боруссия (Дортмунд) (2)  | Майнц 05                 | Боруссия (Дортмунд)  |
| 2014/15 | РБ Лейпциг (2)                 | Боруссия (Дортмунд) (3)  | Штутгарт (3)             | Боруссия (Дортмунд)  |
| 2015/16 | Вольфсбург (2)                 | Боруссия (Дортмунд) (4)  | Штутгарт (4)             | Байер 04             |
| 2016/17 | Вердер (2)                     | Шальке 04 (2)            | Бавария (2)              | Бавария              |
| 2017/18 | РБ Лейпциг (3)                 | Боруссия (Дортмунд) (5)  | Бавария (3)              | Боруссия (Дортмунд)  |
| 2018/19 | Вольфсбург (3)                 | Боруссия (Дортмунд) (6)  | Бавария (4)              | Кёльн                |
| 2019/20 | Герта (5)                      | Кёльн (3)                | Майнц 05 (2)             | —                    |
| 2020/21 | —                              | —                        | —                        | —                    |
| 2021/22 | Герта (6)                      | Шальке 04 (3)            | Штутгарт (5)             | Шальке 04            |
| 2022/23 | Вольфсбург (4)                 | Шальке 04 (4)            | Хоффенхайм (2)           | Арминия (Билефельд)  |
| 2023/24 | РБ Лейпциг (4)                 | Байер 04 (2)             | Айнтрахт (Франкфурт) (2) | Боруссия (Дортмунд)  |
| 2024/25 |                                |                          |                          |                      |